# Higuera de la Sierra
Higuera de la Sierra es un municipio español de la provincia de Huelva, en la comunidad autónoma de Andalucía. Tiene una población de 1307 habitantes (INE 2024). Su extensión superficial es de 24 km² y tiene una densidad de 56,2 hab/km². Se encuentra situada a una altitud de 620 m y a 96,8 km de la capital de provincia, Huelva. Pertenece a la comarca Sierra de Huelva y al partido judicial de Aracena.
En él se celebra la segunda cabalgata de Reyes más antigua de España. La demografía del municipio se ha mantenido estable en torno a los 1 330 habitantes en las últimas décadas.

## Historia
Fue declarada villa por decreto de Carlos V de 1553, incorporando terrenos de Aracena y Zufre. No obstante, en 1594 formaba parte del  reino de Sevilla en la sierra de Aroche agregado a Aracena.
Hasta la reforma de la nomenclatura municipal de 1916 el municipio se llamaba simplemente Higuera. En dicha fecha su nombre fue modificado por el de Higuera de Aracena,  topónimo que fue rectificado de nuevo a finales del mismo año por el de Higuera de la Sierra.
En Higuera de la Sierra se rodó la película La trinchera infinita (2019), ganadora de dos premios Goya.

## Demografía
Higuera de la Sierra cuenta con una población de 1307 habitantes (INE 2024).
| Gráfica de evolución demográfica de Higuera de la Sierra entre 1842 y 2021                                          |
| |
| Población de derecho según los censos de población del INE Población de hecho según los censos de población del INE |

## Economía

### Evolución de la deuda viva municipal
| Gráfica de evolución de Deuda viva del Ayuntamiento de Higuera de la Sierra entre 2008 y 2021                                |
| |
| Deuda viva del Ayuntamiento de Higuera de la Sierra en miles de Euros según datos del Ministerio de Hacienda y Ad. Públicas. |

## Cultura

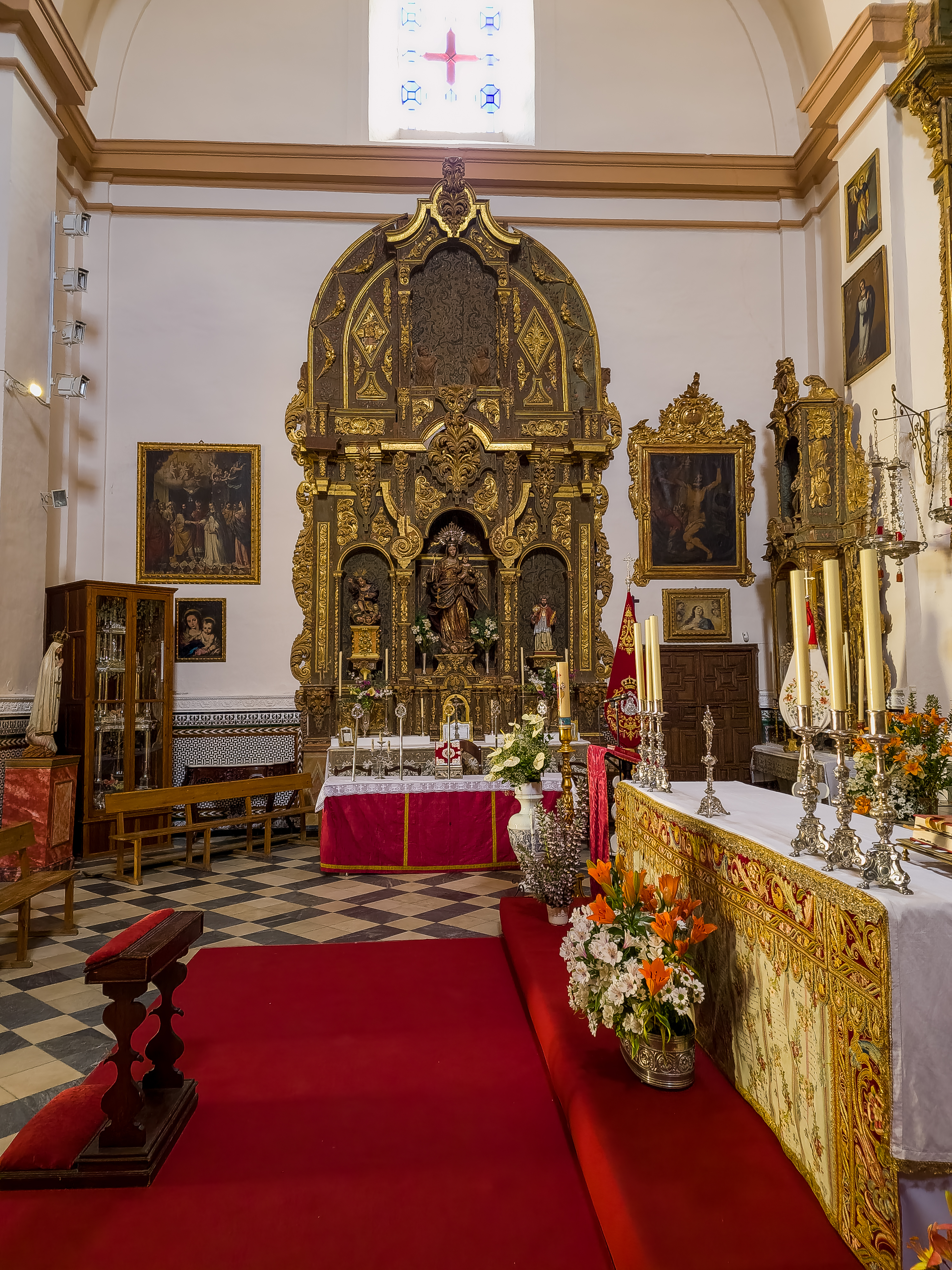
Interior de la iglesia de San Sebastián

### Patrimonio y monumentos
- Iglesia de San Sebastián: templo católico del siglo XVIII que constituye el principal hito arquitectónico y urbanístico de la población y alberga la imagen de la patrona de Higuera de la Sierra en Pentecostés.

### Fiestas
- Cabalgata de Reyes Magos: Fiesta de Interés Turístico de Andalucía incluida en el Catálogo del Patrimonio de la Junta de Andalucía. Es la segunda más antigua de España.[8]
- Feria del Cristo: tiene su origen en la procesión que el barrio alto hacía acompañando la efigie del Cristo del Rosario, titular de la hermandad homónima. La fiesta coincide con la celebración universal de la Exaltación de la Santa Cruz de mediados de septiembre, celebrándose esta feria siempre en fin de semana. El cristo es una talla en madera de origen gótico aunque profundamente remodelada por el escultor local Don Sebastián Santos.
- Velá de San Antonio, La Sangría: verbena del barrio bajo (barrio de San Antonio) antaño celebrada el último fin de semana de agosto y en la última década festejada a mediados de dicho mes. El último de los días que dura el festejo, ya en lunes, se beben jarras de sangría preparadas durante el día. Al amanecer del día siguiente una charanga recorre todo el pueblo.
- Romería del Prado: la devoción a la virgen del Prado tiene larga tradición en este municipio. La mayor de las fiestas a esta devoción coincide con el fin de semana de Pentecostés, cuando la talla mariana es llevada por los higuereños a la parroquia de San Sebastián y bendice las calles del pueblo. El fin de semana siguiente a dicha procesión la imagen de María es devuelta a su ermita del Prado. En el año 1980, el desaparecido -Trovador de Sevilla-,Paco Palacios "El Pali" grabó una sevillana a la patrona titulada: Para mi Virgen del Prado. Existe en Sevilla la Hermandad de Ntra. Sra. del Prado de Higuereños residentes en Sevilla. Esta corporación de Gloria cuenta con una imagen tallada por el imaginero Sebastián Santos (natural de Higuera) que recibe culto en la colegial del Divino salvador. Celebra su procesión en el mes de noviembre y es acompañada por fieles de este pueblo de la sierra que se acercan hasta allí.